# Canal+ Premium

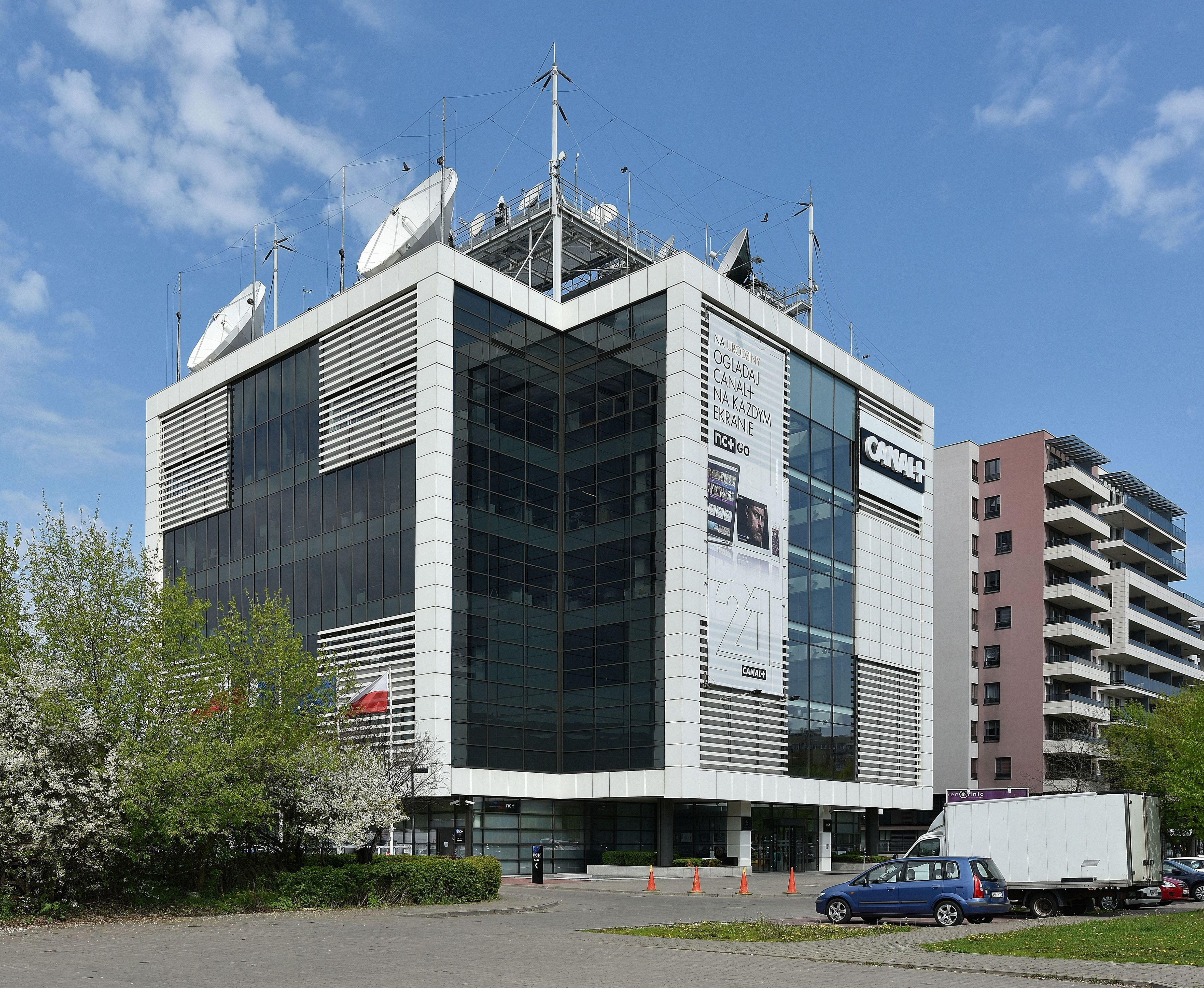
Siedziba spółki Canal+ Polska S.A. przy al. gen. W. Sikorskiego 9 w Warszawie

Canal+ Premium (do 1 maja 2020 Canal+) – pierwszy polski płatny kanał telewizyjny. Rozpoczął oficjalnie nadawanie 21 marca 1995, choć wcześniej 2 grudnia 1994 rozpoczęto emisję pierwszych programów z Paryża za pośrednictwem satelity Eutelsat.
Kanał od początku swego istnienia jest koproducentem niektórych polskich produkcji, sponsorując przy tym polską piłkę nożną. Na jej ramówkę składają się codzienne premiery filmowe, seriale, filmy dokumentalne, wydarzenia sportowe i filmy krótkometrażowe z całego świata. Głosem tej stacji był od początku do 2019 Jacek Brzostyński, zaś od 2019 jest Piotr Makowski.
W 2020 roku kanał otrzymał telekamerę w kategorii nagroda specjalna za wkład w rozwój polskich seriali.

## Historia
23 listopada 1994 Krajowa Rada Radiofonii i Telewizji przyznała stacji koncesję. Emisja analogowa rozpoczęła się w grudniu 1994 poprzez satelitę Hot Bird z Paryża. W styczniu 1995 uruchomiono studio Canal+ w Warszawie przy ul. Kawalerii 5, zaś miesiąc później Canal+ zaczął nadawać z Warszawy.
21 marca 1995 oficjalnie rozpoczęto nadawanie poprzez sieć 19 nadajników analogowych telewizji naziemnej (sieć miała zostać rozszerzona, ale nie otrzymano na to zgody). Przekaz, poza niektórymi audycjami, był kodowany (system kodujący dokonywał wymieszania poszczególnych linii obrazu telewizyjnego, a dźwięk był zniekształcony) – do jego odkodowania wymagany był specjalny dekoder z charakterystyczną kartą w kształcie klucza, którą w 1997 zmieniono na normalną kartę.
1 kwietnia 1995 pokazano na żywo pierwszy w historii polskiego Canal+ mecz ligi polskiej pomiędzy Legią Warszawa a GKS Katowice. 19 czerwca 2001 Canal+ zakończył emisję naziemną – po zakończeniu nadawania w zamian publikowano informację gdzie i u jakich autoryzowanych dystrybutorów można było zamówić platformę satelitarną Cyfra+, żeby dalej można było oglądać kanał. W latach 2009–2010 sieci kablowe stopniowo wyłączały kanał z ofert analogowych telewizji kablowej, co oznaczało całkowity koniec analogowej emisji tej stacji.
Na początku swojego istnienia kanał kilkukrotnie otrzymywał kary pieniężne za emisję reklam lub filmów, które nie były zgodne z uchwałami KRRiT.
Kanał, podobnie jak telewizja publiczna, z wyjątkiem transmisji sportowych, nie przerywa swoich programów reklamami, choć stacje komercyjne są zwolnione z obowiązku nieprzerywania programów reklamami. Do końca sierpnia 2009 we wszystkich oprawach graficznych obowiązywał format obrazu 4:3.
18 marca 2011 uruchomiono wersję HDTV kanału.
W lutym 2013 stacja poinformowała o wstrzymaniu inwestycji w polskie filmy i własne seriale. Natomiast w listopadzie 2013 wydarzenia sportowe zostały przeniesione na Canal+ Sport, Canal+ Family i Canal+ Family 2. Od tej pory ramówka stacji opierała się w całości na filmach i serialach.
11 maja 2015, w wyniku odświeżenia całego pakietu kanałów Canal+ i uruchomieniem dwóch nowych stacji, na główną antenę powrócił sport, a stacja powróciła do koprodukcji polskiego kina.
Od 1995 program był nadawany przez 20 godzin. Od 2000 program jest nadawany całodobowo, jednakże raz w miesiącu o godzinie 1:00 następuje zakończenie programu z powodu przerwy technicznej w nocy z poniedziałku na wtorek.
Canal+ zdobył Specjalną Telekamerę za osiągnięcia na polu telewizyjnym w roku 2019.
20 maja 2020 nadawca uruchomił serwis VOD o nazwie Canal+ Online wzorowany na usłudze myCANAL obecnej we francuskim Canal+ France.

## Informacje techniczne
Kanał dostępny jest na cyfrowej platformie satelitarnej Canal+ oraz w sieciach kablowych. Od maja 2004 pojawiał się również w cyfrowych pakietach telewizji kablowych UPC, Vectra, Aster i Inea. Odbiorcy kanału mają możliwość wyboru formy polskiej wersji językowej: z lektorem lub z napisami.

### Parametry z satelity Hot Bird
|               | PAL                | SD                                           | HD                                               |
| Satelita      | Hot Bird           | Hot Bird                                     | Hot Bird                                         |
| Pozycja       | 13E                | 13E                                          | 13E                                              |
| Transponder   | ?                  | 119                                          | 4                                                |
| częstotliwość | 11516              | 10892.00 H 27500 3/4 DVB-S QPSK              | 11278.36 V 27500 3/4 DVB-S2 8PSK                 |
| ------------- | ------------------ | -------------------------------------------- | ------------------------------------------------ |
| kodowanie     | Syster Nagravision | Conax & Mediaguard 3 & Nagravision 3         | Conax, Mediaguard 3, Nagravision 3, Viaccess 3.0 |
| uwagi         | do 21.11.2001      | Od 29.05.2002 do 1.10.2015, kompresja MPEG-2 | OD 18.05.2011, w kompresji MPEG-4                |